# まりもっこり

北海道小樽市・山吹商店の「まりもっこり」の顔出し看板（2021年9月19日撮影）

まりもっこりは、北海道のマスコットキャラクター。 北海道・阿寒湖の名物「マリモ」を擬人化したキャラクターで、2005年にお土産の商業目的で誕生。異例のヒットを記録し全国的に知られるようになった。着ぐるみも存在するが、イベント等での登場は稀。
普段はTwitterでのつぶやきを中心に活動している。

## 概要

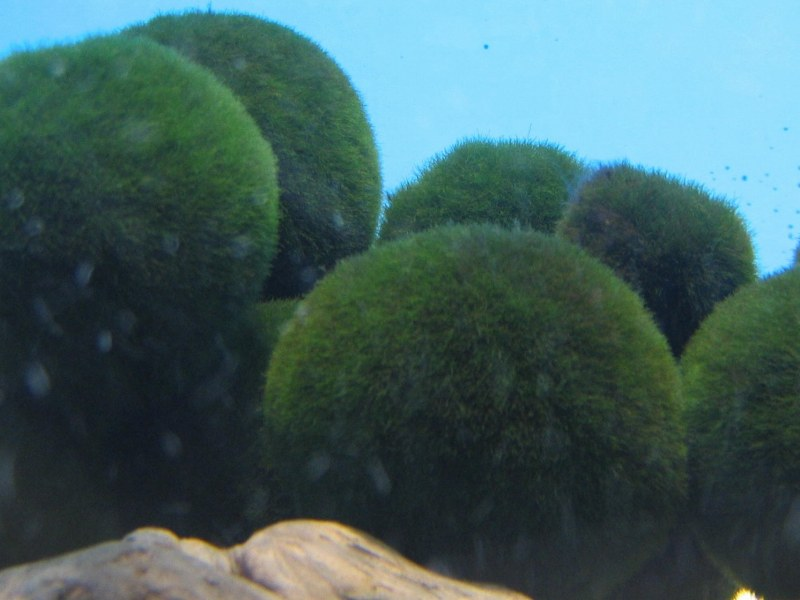
まりも

2005年に土産物問屋の株式会社キョーワ（札幌市）が、日本の特別天然記念物である阿寒湖の「マリモ」に「もっこり」をひっかけたダジャレをもとにキャラクター化。携帯ストラップの販売を始めた。発売当初はその下品さから賛否が分かれ、北海道内のホテルの土産物売り場などで販売拒否されたこともあった。
STVラジオの番組「ときめきワイド」で取り上げられてから北海道内での知名度が徐々に上昇した。2006年のトリノオリンピック前にフィギュアスケートの安藤美姫が携帯電話端末のストラップにまりもっこりをつけていたことや、安室奈美恵が『HEY!HEY!HEY! MUSIC CHAMP』に出演した際はまっていると紹介したこと等から、テレビなどのメディアを通じて日本全国的にも広く知られることとなった。
2007年1月にはまりもっこりの実写版といわれるお笑い芸人の福島カツシゲ扮する「しげもっこり」が登場して、富良野市を中心に活動中。タカアンドトシもまりもっこりの着ぐるみを着て『はねるのトびら』に一度出演している。
2007年12月27日に、CORICORIによる公式テーマソング「こりこりまりもっこり」が北海道内にて600枚限定で販売。2008年3月19日にはビクターエンタテインメントより全国発売された（後述）。
2008年2月5日には、発売元の正式な許可のもと『まりもっこりオフィシャルサイト ONLINE SHOPかなやま』がオープン。限定品として「金まりもっこり」、「スーパー金まりもっこり」、「金ひぐまりもっこり」などの取り扱いがあり、まりもっこりに関する新着情報も随時更新している。
2008年3月26日に「まりもっこり～ず」というタイトルでOVA化された。
まりもっこりが全国に展開していくなか、定番おみやげとして高速道路のサービスエリアで地域版のまりもっこりの販売が行われるようになった。2008年11月には、NEXCO東日本のウェブサイトにおいて1都17県のまりもっこりの通信販売が開始された。
2009年8月には北海道小樽市の観光物産展「山吹商店」が発売元の許可のもと『まりもっこりオフィシャルショッピングサイト小樽山吹商店』をオープン。
2010年9月、Twitterアカウントを開設。
2011年7月より11月まで、北海道の物産品を広めるための「道産品広め隊」の隊長として、全国のイベント会場でPR活動を開催した。

## CORICORI
CORICORI（コリコリ）は、公式テーマソング「こりこりまりもっこり」を歌うために結成されたユニットである。メンバーはオーディションにより選ばれた小学生3人が担当している。

### ディスコグラフィー

#### シングル
- こりこりまりもっこり（2008年3月19日）

#### アルバム
- まりもっこりベスト[3]（2008年7月16日）

## 関連商品
全国で発売中の「ご当地まりもっこり」は、ストラップの他にチャームやボールペンなども販売されている。
支笏湖や旭川駅などで販売されている「まりもっこりメモ帳」や「まりもっこりTシャツ」、「まりもっこりライター」、「まりもっこりトランクス」などの関連グッズがある。キョーワが承認した道外キャラクターでは千葉県の「まめもっこり」、長野県の「もっこりんご」、沖縄県の「べにいもっこり」などがあり、各地区限定で販売されている。「あおもっこり」（青森県）、「もももっこり」（山梨県）、「おっパイン」（沖縄県）など他県にも亜種がいる。それぞれが特徴的な格好をしているが、一部を除いたほとんどの商品がまりもっこりと同じ表情をしている。
多くの種類があるが、下ネタであるが故にモチーフとなる対象によっては批判を受けて販売中止になった例もある。奈良市と鎌倉市で販売されていた「大仏もっこり」は、東大寺の抗議と販売停止の申し入れを受け販売が中止された。一方で、長崎市で限定発売されている「ザビエルもっこり」については、ザビエルの兄ミゲルの子孫であるルイス・フォンテスが「軽蔑されているわけではない」とコメントしている。
北海道出身のバンドTRIPLANEとのコラボーレション商品のTRIPLANEもっこりは、TRIPLANEもっこりストラップ・TRIPLANEもっこりキーカバー・TRIPLANEもっこりステッカーの3種類がある。